# Lynda Clark (baronne Clark de Calton)
Pour les articles homonymes, voir Clark.
Lynda Margaret Clark, baronne Clark de Calton, (née le 26 février 1949) est une juge écossaise. Elle est députée travailliste d'Edimbourg Pentlands de 1997 à 2005. Elle est avocate générale pour l'Écosse depuis la création de ce poste en 1999 jusqu'en 2006, après quoi elle est juge à la Court of Session d'Écosse.

## Carrière
Clark étudie le droit au Queens College, St Andrews pendant sa transition vers l'indépendance en tant que faculté de droit de l'Université de Dundee, obtenant son diplôme en 1970 avec un LLB (Hons) de St Andrews, puis un doctorat en criminologie et pénologie de l'Université d'Édimbourg en 1975. Elle est chargée de cours en jurisprudence de 1973 à l'Université de Dundee jusqu'à ce qu'elle soit admise au barreau écossais en 1977. Elle devient Conseiller de la reine en 1989, puis est admise au barreau anglais en 1990 en tant que membre de l'Inner Temple.

### Politique
Elle se présente pour la première fois aux élections législatives de 1992, au siège du North East Fife détenu par Menzies Campbell des libéraux démocrates et elle est battue. Aux élections générales de 1997, elle est élue à la Chambre des communes pour la circonscription d'Édimbourg Pentlands, battant le secrétaire d'État conservateur aux affaires étrangères et du Commonwealth, Malcolm Rifkind. Rifkind est l'une des pertes les plus médiatisées le soir des élections pour le Parti conservateur, qui connait sa pire défaite depuis les élections générales de 1906 et perd tous ses sièges en Écosse et au Pays de Galles.
En mai 1999, Clark est nommée premier avocat général pour l'Écosse, un nouveau poste créé par le Scotland Act 1998 pour conseiller la Couronne et le gouvernement du Royaume-Uni sur le droit écossais.
Elle ne se représente pas aux élections générales de 2005, permettant au secrétaire d'État aux Transports Alistair Darling de se présenter dans la nouvelle circonscription d'Édimbourg Sud-Ouest. 
Elle crée pair à vie le 21 juin 2005, avec le titre de baronne Clark de Calton, de Calton dans la ville d'Édimbourg. 
Le 18 janvier 2006, Lady Clark de Calton quitte ses fonctions d'avocat général, dans l'attente d'une nomination judiciaire prévue. Elle est remplacée comme avocat général par Neil Davidson (maintenant Lord Davidson de Glen Clova).

### Juge
Le 19 janvier, Clark est nommée sénatrice du collège de Justice, juge à la cour suprême d’Écosse et est installée en février 2006.
Le 21 juin 2012, Lady Clark succède à Lord Drummond Young à la présidence de la Scottish Law Commission. Lady Clark quitte ses fonctions le 31 décembre 2013 afin de siéger à l'Inner House de la Court of Session, et est remplacée à la présidence par Lord Pentland.
Depuis 2016, Lady Clark de Calton est la plus récente sénatrice du College of Justice à avoir siégé à la Chambre des communes.
Elle prend sa retraite du banc en 2019.

## Publications
- Le rôle de l'avocat général de l'Écosse [5]
- Human Rights and Scots Law: Comparative Perspectives on the Incorporation of the ECHR, Hart Publishing, 2002 (ISBN 978-1-84113-044-6)